# تشارلز إل. كيمبل
تشارلز إل. كيمبل (بالإنجليزية: Charles L. Kimball)‏ هو كاتب سيناريو ومونتير أمريكي، ولد في 24 مارس 1897 في كليفلاند في الولايات المتحدة، وتوفي في 25 سبتمبر 1976 في لوس أنجلوس في الولايات المتحدة.

## وصلات خارجية
- تشارلز إل. كيمبل على موقع IMDb (الإنجليزية)
- تشارلز إل. كيمبل على موقع قاعدة بيانات الفيلم (الإنجليزية)